# 鈴村展弘
鈴村 展弘（すずむら のぶひろ、1970年6月18日 - ）は、主に特撮テレビドラマ作品の監督・演出家。演劇集団「BELL＋UP Company」主宰者。血液型はAB型。愛称はすずやん、すずさん、スーさん。

## 略歴
東京写真専門学校（現：東京ビジュアルアーツ）卒業後、東映の平山亨プロデューサーの紹介をきっかけに 、『特捜エクシードラフト』よりサード助監督として参加。以来、東映作品で助監督・監督補として務め、1996年『ビーファイターカブト』によりセカンド助監督、1998年『テツワン探偵ロボタック』にてチーフ助監督に昇格し、キャリアを重ねる。デビュー当初より石田秀範を師匠と仰ぎ、彼の推薦により『仮面ライダークウガ』でチーフ助監督に抜擢された。また、同作品で監督デビューも果たし、助監督兼任監督として仮面ライダーシリーズに参加した。2003年、『劇場版 仮面ライダー555 パラダイス・ロスト』で監督補を務めた後、『仮面ライダー555』の第30話より監督専任となる。同年放送の『美少女戦士セーラームーン』へ参加。翌年からはスーパー戦隊シリーズ『特捜戦隊デカレンジャー』にも参加し、シリーズを問わず監督として活躍した。
また、2009年には自らプロデュースする演劇集団「BELL＋UP Company」を立ち上げ、2010年2月に池袋シアターグリーンで上演の「リセット3･2･1…」で初の舞台演出を手掛けた。さらに、角川書店・高寺重徳プロデューサーが手掛ける『大魔神カノン』に監督として参加。現在は、映像の世界だけでなく、イベントの司会を務めるなど幅広い分野で活躍。
2011年には『パワーレンジャー・サムライ』に参加するため、4ヶ月間ニュージーランドへと渡っていた。
2013年10月スタートの『ノーコン・キッド 〜ぼくらのゲーム史〜』（主演・田中圭）で、初のメイン＆パイロット監督を担当。全12話のうち、計6話の演出を担当した。

## エピソード
- 作風としては人物の目元をアップにするのを多用する渡辺勝也に対し、人物の口元のアップを多用するのが特徴。
- サングラスと扇子がトレードマーク。
- 帰国子女で小学3年生時で親の仕事を理由に一年間アメリカに滞在していたという。
- 平山亨の紹介で鈴村はかつて潮健児の運転手を務めていたこともあった。
- 『仮面ライダークウガ』が監督デビュー作品であるが、かなりのハードスケジュールだったため第1、2話撮影中に石田が倒れ、第2話ラストシーンなど撮りきっていない箇所をチーフ助監督の鈴村が代行演出したという[3]。
- 同作品にて監督デビューを果たしているが、当初は監督としての参加予定はなく制作スケジュールが追いつかなくなったため総集編で穴埋めせざるを得ないための窮余のデビューであった。ドラマとして一本撮影したのは『仮面ライダーアギト』が最初である[3]。
- 『仮面ライダー龍騎』第28話は、助監督として第1話からすべての現場に参加していた自身にしか撮れない作品として、単なる総集編ではないストーリーとした[3]。
- 『美少女戦士セーラームーン』への参加を持ちかけられた際は、仮面ライダーシリーズが好きであったことや女子の嗜好がわからないことなどから一旦は断ったが、新人監督であったため断りきれずに参加することとなった[4]。参加にあたっては自身の知らない路線を勉強するという考えで挑み、実際にやってみてからは新鮮で楽しかったと述べている[4]。
- 『美少女戦士セーラームーン』ではテレビ番組の司会者「すずやん」役で出演（テロップにも表示されている）。
- 『仮面ライダー剣』では、『セーラームーン』のローテーション中であったため『剣』へは第3話・第4話のみで『セーラームーン』に戻るつもりであったが、既に第11話・第12話も決定していた[4]。
- 『特捜戦隊デカレンジャー』への参加は、『仮面ライダーアギト』でアシスタントプロデューサーを務めていた塚田英明からの誘いによるもので、『アギト』当時から一本立ちしたら参加を約束していた[4]。鈴村はロボ戦のノウハウがなかったためロボ戦の少ない回を要望していたが、初担当した第34話は新ロボ登場編となり、見本もないためコックピットの描写は自身が視聴していた円谷プロダクション作品のようになった気がすると述べている[4]。
- 2004年末に行われた自身の結婚式には当時放送されていた『仮面ライダー剣』『特捜戦隊デカレンジャー』の役者やオダギリジョーも参加した盛大なものだった。
- 『デカレンジャー』に出演したさいねい龍二は、当時の鈴村について良い意味で異彩を放っており、近寄りがたい存在であったと証言している[6]。
- 『魔法戦隊マジレンジャー』に出演した橋本淳は、鈴村の演出について広い視点を持ち、ロングのグループショットや動きのあるドラマチックな絵作りを得意としていたと評している[7]。
- 鈴村が担当した『マジレンジャー』第23話・第24話に登場する冥獣人ベルビレジは、脚本を担当した荒川稔久が鈴村の名字をもじって命名した（bell=鈴、village=村）[4]。
- 『天装戦隊ゴセイジャー』第41話は、脚本を担当した下山健人が鈴村がドラマ重視で熱いエピソードを好んでいることを聞き、下山自身もそういった作品を書きたいと思っていたことから、両者の意向を汲んだ異色のエピソードとなった[4]。鈴村はオンエア後に下山から視聴して泣いたことを告げられ、最高の褒め言葉と受け取ったという[4]。
- 声優の松本梨香とは旧知の仲。2008年『炎神戦隊ゴーオンジャー』では声優、2012年『非公認戦隊アキバレンジャー』では顔出しでそれぞれゲスト出演させている。
- 下記以外の仕事としては、東映ビデオ・日本コロムビアから発売されているスーパー戦隊主題歌DVDの構成、フジテレビ・共同テレビ制作の『花ざかりの君たちへ〜イケメン♂パラダイス〜』の演出助手、瀬川昌治 監督が塾長を務める瀬川塾での演技指導や、東京俳優・映画＆放送専門学校の講師、ACT芸能進学校の講師などがある。

## 演出作品

### テレビ
- 仮面ライダーシリーズ（東映・ADK・テレビ朝日）
  - 仮面ライダークウガ（2000年 - 2001年）[注釈 1]
  - 仮面ライダーアギト（2001年 - 2002年）
  - 仮面ライダー龍騎（2002年 - 2003年）
  - 仮面ライダー555（2003年 - 2004年）
  - 仮面ライダー剣（2004年 - 2005年）
  - 仮面ライダー響鬼（2005年 - 2006年）[注釈 2]
  - 仮面ライダーカブト（2006年 - 2007年）
  - 仮面ライダードライブ（2014年 - 2015年）
  - 仮面ライダーゴースト（2015年 - 2016年）
- スーパー戦隊シリーズ（東映・東映AG・テレビ朝日）
  - 特捜戦隊デカレンジャー（2004年 - 2005年）
  - 魔法戦隊マジレンジャー（2005年 - 2006年）
  - 轟轟戦隊ボウケンジャー（2006年 - 2007年）
  - 炎神戦隊ゴーオンジャー（2008年 - 2009年）
  - 天装戦隊ゴセイジャー（2010年 - 2011年）
  - スーパー戦隊VSシリーズ劇場（2010年）[注釈 3]
- 美少女戦士セーラームーン（2003年 - 2004年、東映・東映AG・電通・中部日本放送）
- Sh15uya（2005年、東映・東映ビデオ・東映AG・テレビ朝日）
- 大魔神カノン（2010年、角川書店・テレビ東京）
- パワーレンジャーシリーズ（パワーレンジャー・プロダクション・東映・サバン・ブランド）
  - パワーレンジャー・サムライ（2011年）[注釈 4]
  - パワーレンジャー・スーパーサムライ（2012年）[注釈 5]
- 非公認戦隊アキバレンジャー（2012年、東映・東映AG・BS朝日・東京MX）
  - 非公認戦隊アキバレンジャー シーズン痛（2013年、東映・東映AG・BS朝日・東京MX・サンテレビ）[注釈 6]
- ノーコン・キッド 〜ぼくらのゲーム史〜（2013年、テレビ東京）[注釈 7]
- 初森ベマーズ（2015年、テレビ東京）[注釈 8]
- 四月一日さん家と（2020年、BSテレ東・テレビ東京）
- ドゲンジャーズ～ナイスバディ～（2021年、KBC・東京MX・KKB・KAB）
  - ドゲンジャーズ ハイスクール（2022年、KBC・東京MX・KKB・KAB）
  - ドゲンジャーズ～メトロポリス～（2023年、KBC・東京MX・KKB・KAB）
- とーがね！おまつり部（2022年、千葉テレビ）
- とーがね！クロニクル（2024年、千葉テレビ）

### オリジナルビデオ
- 仮面ライダーシリーズ
  - 仮面ライダークウガ 超ひみつビデオ「仮面ライダークウガVS剛力怪人ゴ・ジイノ・ダ」（2000年）
  - 仮面ライダーアギト 3大ライダー超決戦（バトル）ビデオ アギトvsG3-Xvsギルス いま選ばれる最強ライダー（2001年）
  - 仮面ライダー龍騎 ハイパーバトルビデオ 龍騎VS仮面ライダーアギト（2002年）※脚本も担当
  - 仮面ライダードライブ シークレット・ミッション type TV-KUN（タイプ・てれびくん） ハンター&モンスター! 超怪盗の謎を追え!（2014年）
  - 仮面ライダードライブ シークレット・ミッション type ZERO（タイプ・ゼロ） 第0話 カウントダウン to グローバルフリーズ（2014年）
  - 仮面ライダードライブ シークレット・ミッション type TOKUJO（タイプ・特状）（2015年）
  - 仮面ライダードライブ シークレット・ミッション type HIGH-SPEED!（タイプ・ハイスピード） ホンモノの力! タイプハイスピード誕生!（2015年）
  - 仮面ライダードライブ シークレット・ミッション type LUPIN（タイプ・ルパン） ～ルパン、最後の挑戦状～（2015年）
  - 仮面ライダーエグゼイド［裏技］シリーズ（2017年）
    - 仮面ライダースナイプ エピソードZERO
    - 仮面ライダーレーザー
    - 仮面ライダーパラドクス

  - 仮面ライダーエグゼイド トリロジー アナザー・エンディング（2018年）
    - 仮面ライダーブレイブ＆スナイプ
    - 仮面ライダーパラドクスwith仮面ライダーポッピー
    - 仮面ライダーゲンムVS仮面ライダーレーザー

  - ROGUE（2018年）
- スーパー戦隊シリーズ
  - 獣拳戦隊ゲキレンジャー 特別修行 ニキニキ！ニューヒーロー!（2007年）
  - 炎神戦隊ゴーオンジャー SPECIAL GRANDPRIX 伝説ノヒーロー（2008年）
  - 天装戦隊ゴセイジャー ガッチャ☆ミラクル!総集編!!（2010年）
  - 2本立て『劇場版キョウリュウジャーVSゴーバスターズ直前! ラッキューロとキビシーデス対キョウリュウジャー必勝ゼミナール』『獣電戦隊キョウリュウジャーVSスーパー戦隊VSスーパーヒーロー 新春ガブリンピック!!』（2013年)
- スマイルプリキュア! みんなでハッピースマイル☆DVD（2012年）

### 映画
- Short Trial Project 2023『担任の高野先生』（2023年10月）

### ネットムービー
- 仮面ライダーシリーズ
  - 仮面ライダーエグゼイド [裏技]仮面ライダーゲンム（2017年）
  - 仮面ライダーブレイブ〜Surviveせよ！復活のビーストライダー・スクワッド！〜（2017年）監督・キングダークの声
  - 仮面ライダービルド ハザードレベルを上げる7つのベストマッチ（2018年）
  - 仮面ライダークウガ25周年記念 超クウガ展特別企画 EXTRA EPISОDE 再訪（2025年）
- 湘南純愛組! YOUNG GTO（2020年）
- アクマの企画書（2021年）

### アトラクションムービー
- 仮面ライダー3Dバトル FROMガンバライド（2012年）
- 仮面ライダー3Dバトル FROMガンバライジング『鎧武登場Ver.』（2013年）
- 仮面ライダー3Dバトル FROMガンバライジング『ドライブ登場Ver.』（2015年）

### ゲーム
- プレイムービーシリーズ 轟轟戦隊ボウケンジャー DXボウケンドライバー Part1・2・3（2006年）
- プレイムービーシリーズ 仮面ライダー電王 操縦！デンライナー&マシンデンバード Part1（2007年）

### 舞台
- 劇団ヘロヘロQカムパニー第17回公演『燃えてサムライ～FINAL BURST～』（2007年5月）※劇中の映像演出
- THEATER JUNK第21回公演『永遠の一秒』（2007年8月）※スーパーバイザー
- リセット3・2・1…（2010年2月）
- シアターGロッソ 天装戦隊ゴセイジャーショー 第2弾『激突！ゴセイジャーVSダークゴセイジャー』（2010年10月～2011年1月）※脚本
- 非公認戦隊アキバレンジャーシーズン痛 らいぶつあーふぁいなる2013 〰中野へ再遠征〰（2013年7月）※脚本
- 劇団ヘロヘロQカムパニー第36回公演『舞台版 無限の住人～完結編～』（2018年5月）※劇中の映像演出
- 劇団アソビドラマティック旗揚げ公演『Ｗitch Trial 卒業ライブ殺人事件』（2020年11月）
- 夢枕獏原作『鬼背参り』（2025年1月）

## 参加作品
- HE-LOW（2018年、スーパーバイザー）
  - HE-LOW THE SECOND（2019年、スーパーバイザー）
  - HE-LOW THE FINAL（2022年、スーパーバイザー）
- 怪人開発部の黒井津さん（2022年、レジェンド＆ローカルヒーロープロデューサー）
- 戦隊レッド 異世界で冒険者になる（2025年、変身モーションディレクター[8]）
- Purple Lilac（2025年、スーパーバイザー）